# Homonationalisme

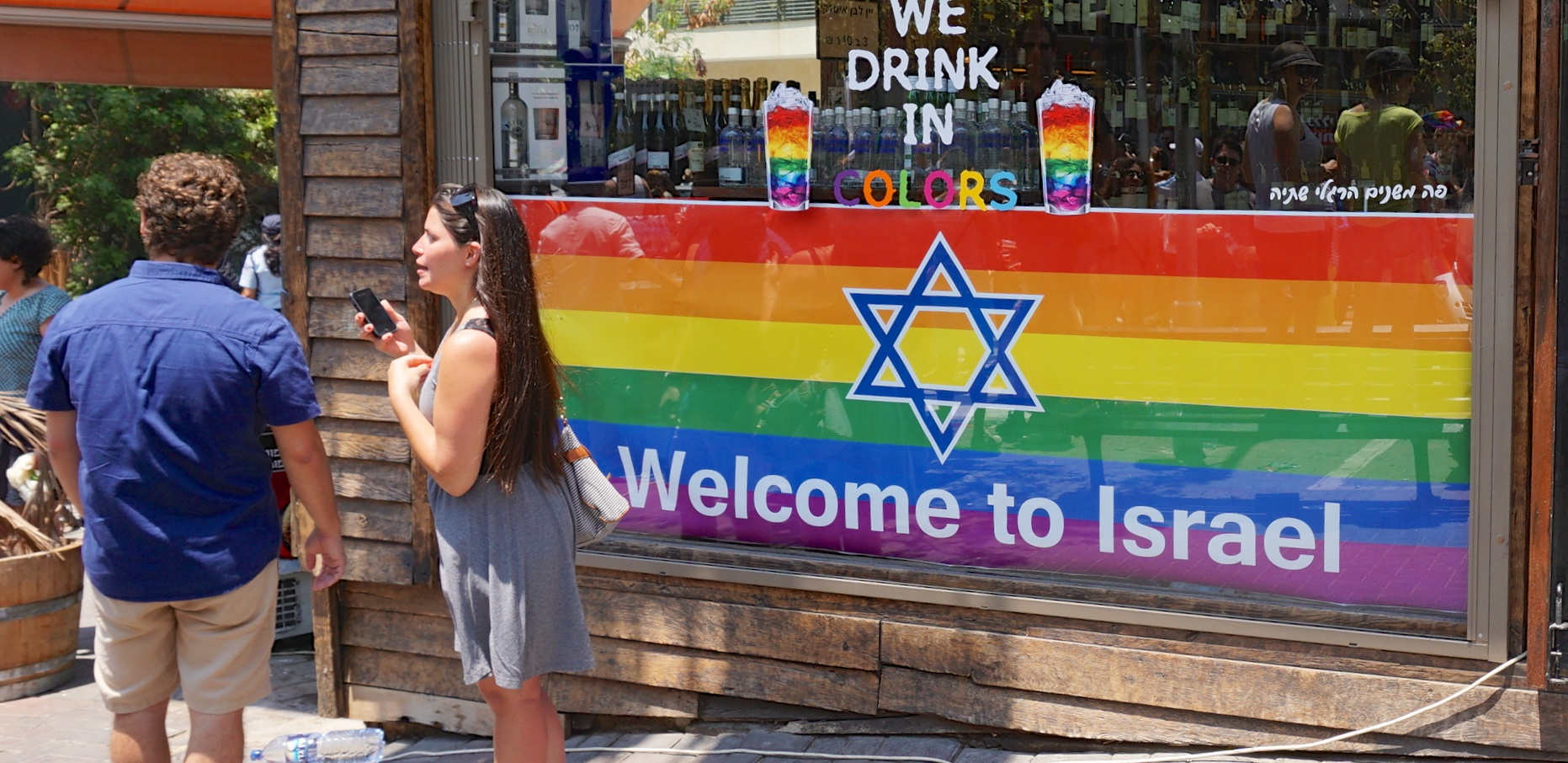
Regenboogvlag met de Davidster in Tel Aviv.

Homonationalisme (van homoseksualiteit en nationalisme) is een term die de gunstige associatie beschrijft tussen een vorm van nationalistische ideologie en lgbti-mensen of hun rechten.
De term werd oorspronkelijk voorgesteld door de genderstudiesonderzoeker Jasbir K. Puar om te verwijzen naar de processen waarbij bepaalde machten zich verbinden met de eisen van de lgbti-gemeenschap om racistische en xenofobe standpunten te rechtvaardigen, vooral tegen de islam, gebaseerd op vooroordelen dat migranten per definitie homofobisch zouden zijn en dat de westerse samenleving volledig gelijkwaardig is.
Op deze manier wordt seksuele diversiteit en lgbt-rechten gebruikt om standpunten tegen immigratie te ondersteunen, wat steeds gebruikelijker wordt bij extreemrechtse partijen.
De belangrijkste kritiek op dit fenomeen richt zich op het selectieve gebruik van de lgbt-beweging om doelen gebaseerd op intolerantie te rechtvaardigen, waarbij homofobie en het gebrek aan echte gelijkheid in de westerse samenleving als geheel worden genegeerd.
Deze valse notie van gelijkheid wordt vaak symbolisch weergegeven door de toegang tot het homohuwelijk, waarbij relaties tussen lgbti-mensen worden genormaliseerd en chauvinistische standpunten ten opzichte van het eigen land worden bevorderd, terwijl men wantrouwig staat tegenover mensen uit landen die geen erkenning van hetzelfde geslachtspartnerschap hebben gereguleerd of homoseksualiteit criminaliseren, met name tegenover moslims.